# 王湘浩

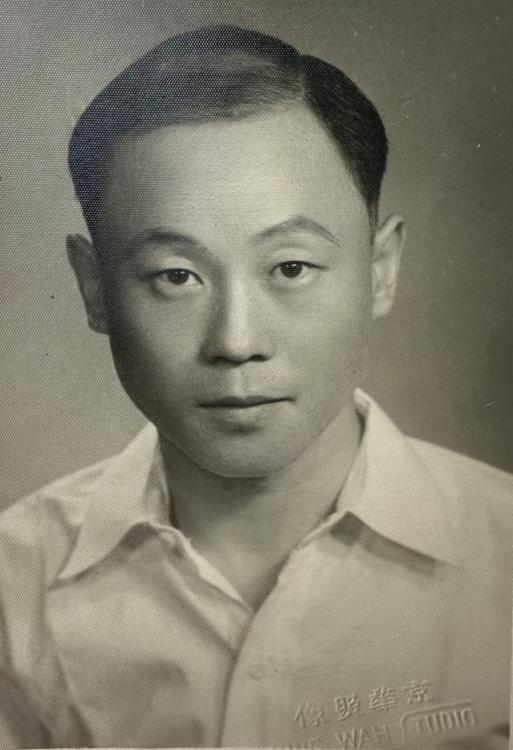
1940年代的王湘浩

王湘浩（1915年5月5日—1993年5月4日），男，直隶（今河北）安平人，中国数学家、计算机科学家和教育家。吉林大学数学系第一任系主任，计算机科学系系主任和副校长。從事代數數論、賦值論及人工智能的研究。

## 生平
王湘浩生于河北省安平县。1931年初中毕业后，考取了北洋工学院附属高中。1933年高中毕业时，放弃直升北洋工学院本科的机会，考取了北京大学算学系。1937年，北京大学数学系毕业时恰值抗日战争爆发，北京大学南迁。王湘浩回到河北家乡，继去西安，到长沙投奔由北京大学、清华大学、南开大学三校成立的临时大学。在江泽涵教授的帮助下，留临时大学数学系任助教，1938年春，长沙临时大学迁往昆明，改名西南联合大学。王湘浩担任两年助教后，1939年成为江泽涵教授的拓扑学研究生，1941年毕业，担任西南联合大学讲师。1946年夏，他到美国普林斯顿大学，在著名代数学家埃米爾·阿廷指导下攻读学位，1947年夏取得硕士学位，1949年春取得博士学位。其博士学位论文补充了格伦瓦尔德定理的条件。数学界将其改进后的定理命名为格伦瓦尔德-王定理。1949年6月启程回国，经香港、天津，8月到北京，被北京大学数学系聘为副教授，1950年晋升教授。
1952年院系调整时，到东北人民大学（今吉林大学）数学系任系主任，1955年选为中国科学院数学物理学部委员（院士）。1976年吉林大学计算机科学系成立，任该系系主任，后兼任吉林大学副校长，
1993年5月4日，逝世于大连。

## 社会兼职
王湘浩是中国第一批计算机学科博士导师之一，曾任国务院学位委员会计算机学科评议组组长，中国数学会理事，中国计算机学会副理事长，中国计算机学会人工智能专业委员会主任，全国高校人工智能研究会会长，中国人工智能学会第一任会长，中国计算机科学学报主编，吉林省及长春市计算机学会理事长，长春市数学会理事长和长春市桥牌协会主席。

## 纪念
2008年1月11日下午，王湘浩教授两座塑像在吉林大学计算机楼和数学楼揭幕。